# Carlo La Rotonda
Carlo La Rotonda (Bovino, 20 ottobre 1897 – Napoli, 11 febbraio 1966) è stato un chimico e agronomo italiano.

## Biografia
Trascorse i suoi anni giovanili a Nocera Inferiore. Si meritò la Croce di Guerra e una medaglia di bronzo al valor militare durante la Grande Guerra. Nel 1921 conseguì la laurea in Chimica presso l'Università degli Studi di Napoli Federico II e nel 1923 il diploma in Farmacia. Nel 1922 divenne assistente presso il R. Istituto Superiore Agrario di Portici. Nell'anno 1931 conseguì la libera docenza in Chimica agraria. Durante gli anni 1931 e 1932, frequentò l'Institut für chemie der landwirtschaftlichen hochschule in Bonn e l'Agrikultur Chemisches Laboratorium dell'Eidgenössische Technische Hochschule Zürich. Nel 1933, gli fu assegnato l'insegnamento di Chimica generale, inorganica, organica e analitica presso il R. Istituto Superiore Agrario di Portici. Si recava presso l’Azienda agraria di Castel Volturno la mattina dell'11 febbraio, quando un malore pose fine a tutti i suoi progetti, interrompendo bruscamente la sua vita.Nel 1935, ricoprì, da vincitore di concorso, la cattedra di Chimica agraria presso l'Università degli Studi di Torino. Tre anni più tardi, la Facoltà di Agraria dell'Università di Napoli gli offrì la direzione dell'Istituto di Industrie Agrarie. Nel 1949, divenne direttore dell'Istituto di Chimica Agraria della stessa facoltà che, sotto la sua direzione, fu molto potenziato e acquisì le più recenti attrezzature. Fu membro dell'Accademia di agricoltura di Torino e presidente della Società Italiana della Scienza del Suolo dal 1959 alla morte. Fu, inoltre, presidente dell'Istituto Nazionale delle Conserve, fu membro del Consiglio di amministrazione della Isveimer e del Consiglio direttivo della Sezione Campana della Società Chimica Italiana. La sua attività di ricerca riguardò numerosi settori della chimica applicata all'agricoltura. Inizialmente, si dedicò a problemi riguardanti la trasformazione industriale del latte. Poi condusse degli studi sull'influenza della concentrazione idrogenionica sulla germinabilità dei semi.Inoltre, indagò sulle relazioni intercorrenti tra le piante oleaginose e il clima. Si interessò alle questioni riguardanti l'industria conserviera, in particolare quella del pomodoro approfondendo gli studi sulla concimazione potassica e fosfatica del pomodoro. Condusse numerose ricerche sui terreni acidi e le loro deficienze alimentari, sull'impiego della leucite nei terreni salsi, sull'utilizzo delle scorie di alto forno e l'irrigazione dei terreni argillosi. A livello specificamente locale, si interessò alla concimazione nell'ambiente meridionale e all'impiego dei concimi complessi in Campania e alle industrie agrarie nel Mezzogiorno. Inoltre, studiò l'uso della anidride solforosa in enologia e si occupò dei residui negli alimenti dei composti utilizzati per la disinfestazione dei prodotti agrari. Promosse la realizzazione di un impianto per la cura dei tabacchi a Montecorvino Rovella, alle dipendenze dell'Azienda agraria di Torre Lama. L’Azienda agraria di Castel Volturno, sotto la sua direzione, fu ampliata e avviata alla sperimentazione nei settori dell'irrigazione e della fertilizzazione. Questa azienda era da lui considerata come l'Azienda pilota per le iniziative da intraprendere in Terra di Lavoro.